# Atalaya (Badajoz)
Atalaya je španělská obec situovaná v provincii Badajoz (autonomní společenství Extremadura).

## Poloha
Obec se nachází v jižní části provincie Badajoz. Na sever od ní leží obce Alconera a Burguillos del Cerro, na západ Valverde de Burguillos, na jih Valencia del Ventoso a na východ Medina de las Torres. Obec leží 90 km od města Badajoz a 414 km od Madridu. Nachází se v okrese Zafra – Río Bodión a soudním okrese Zafra.

## Historie
Obec byla pravděpodobně založena Araby, odkud pochází i její jméno původem z arabského at-talai (stráže). V roce 1834 přešla obec do soudního okresu Fuente de Cantos. V roce 1842 obec čítala 120 domácností a 440 obyvatel.

## Odkazy

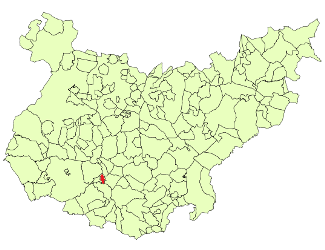
Poloha obce v provincii Badajoz

## Demografie
| Populace obce Atalaya z let (1842–2010) | Populace obce Atalaya z let (1842–2010) | Populace obce Atalaya z let (1842–2010) | Populace obce Atalaya z let (1842–2010) | Populace obce Atalaya z let (1842–2010) | Populace obce Atalaya z let (1842–2010) | Populace obce Atalaya z let (1842–2010) | Populace obce Atalaya z let (1842–2010) | Populace obce Atalaya z let (1842–2010) | Populace obce Atalaya z let (1842–2010) | Populace obce Atalaya z let (1842–2010) | Populace obce Atalaya z let (1842–2010) | Populace obce Atalaya z let (1842–2010) | Populace obce Atalaya z let (1842–2010) | Populace obce Atalaya z let (1842–2010) | Populace obce Atalaya z let (1842–2010) | Populace obce Atalaya z let (1842–2010) | Populace obce Atalaya z let (1842–2010) |
| --------------------------------------- | --------------------------------------- | --------------------------------------- | --------------------------------------- | --------------------------------------- | --------------------------------------- | --------------------------------------- | --------------------------------------- | --------------------------------------- | --------------------------------------- | --------------------------------------- | --------------------------------------- | --------------------------------------- | --------------------------------------- | --------------------------------------- | --------------------------------------- | --------------------------------------- | --------------------------------------- |
| 1842                                    | 1857                                    | 1860                                    | 1877                                    | 1887                                    | 1897                                    | 1900                                    | 1910                                    | 1920                                    | 1930                                    | 1940                                    | 1950                                    | 1960                                    | 1970                                    | 1981                                    | 1991                                    | 2001                                    | 2010                                    |
| 440                                     | 543                                     | 558                                     | 546                                     | 607                                     | 598                                     | 612                                     | 614                                     | 658                                     | 675                                     | 669                                     | 742                                     | 796                                     | 526                                     | 419                                     | 361                                     | 358                                     | 330                                     |

## Svátky
- San Gregorio, 9. května,
- San Isidro, 15. května,
- Virgen de las Nieves, 5. srpna.